# Geologisch talud

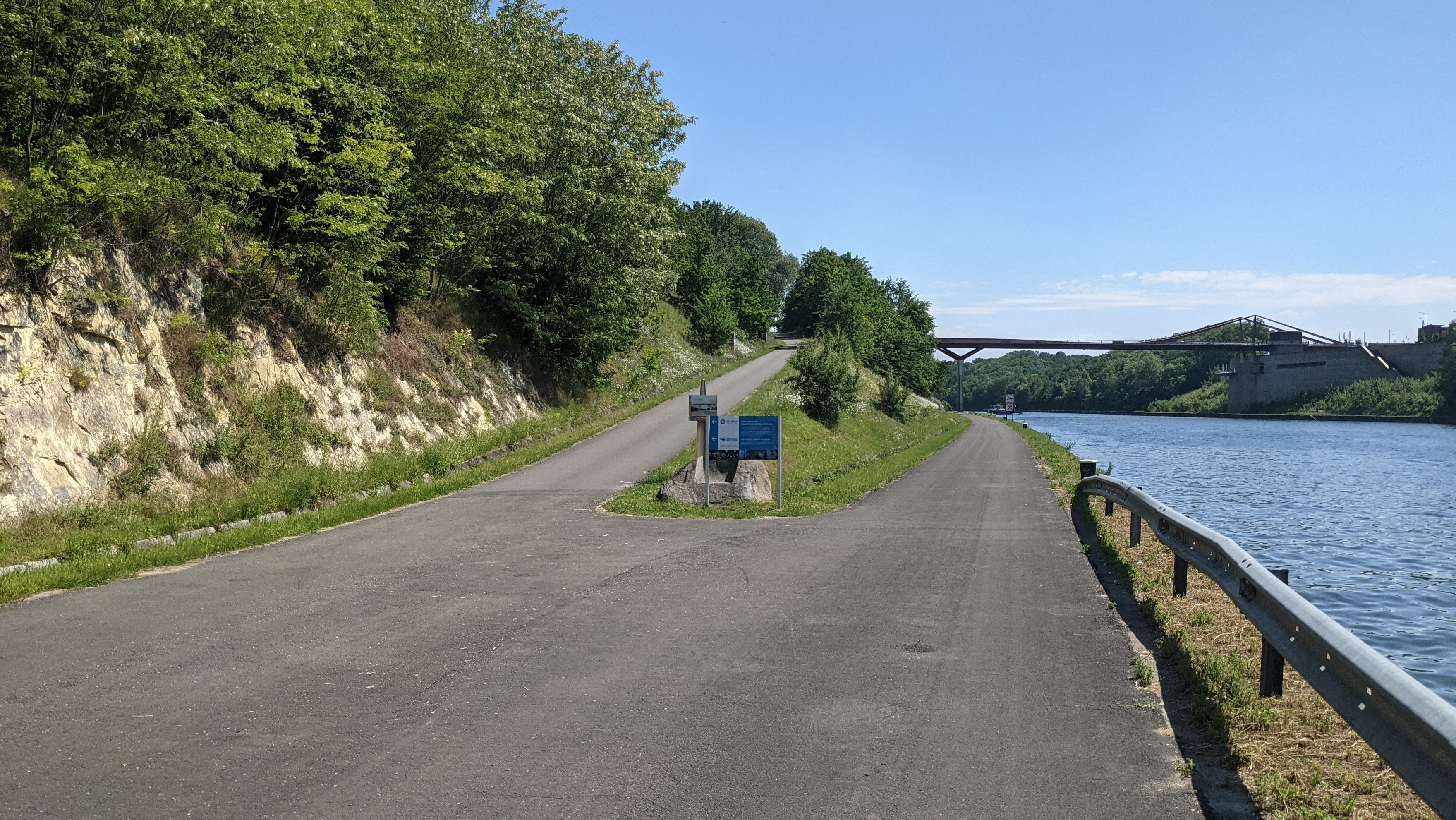
Het talud aan de linkerkant van de foto

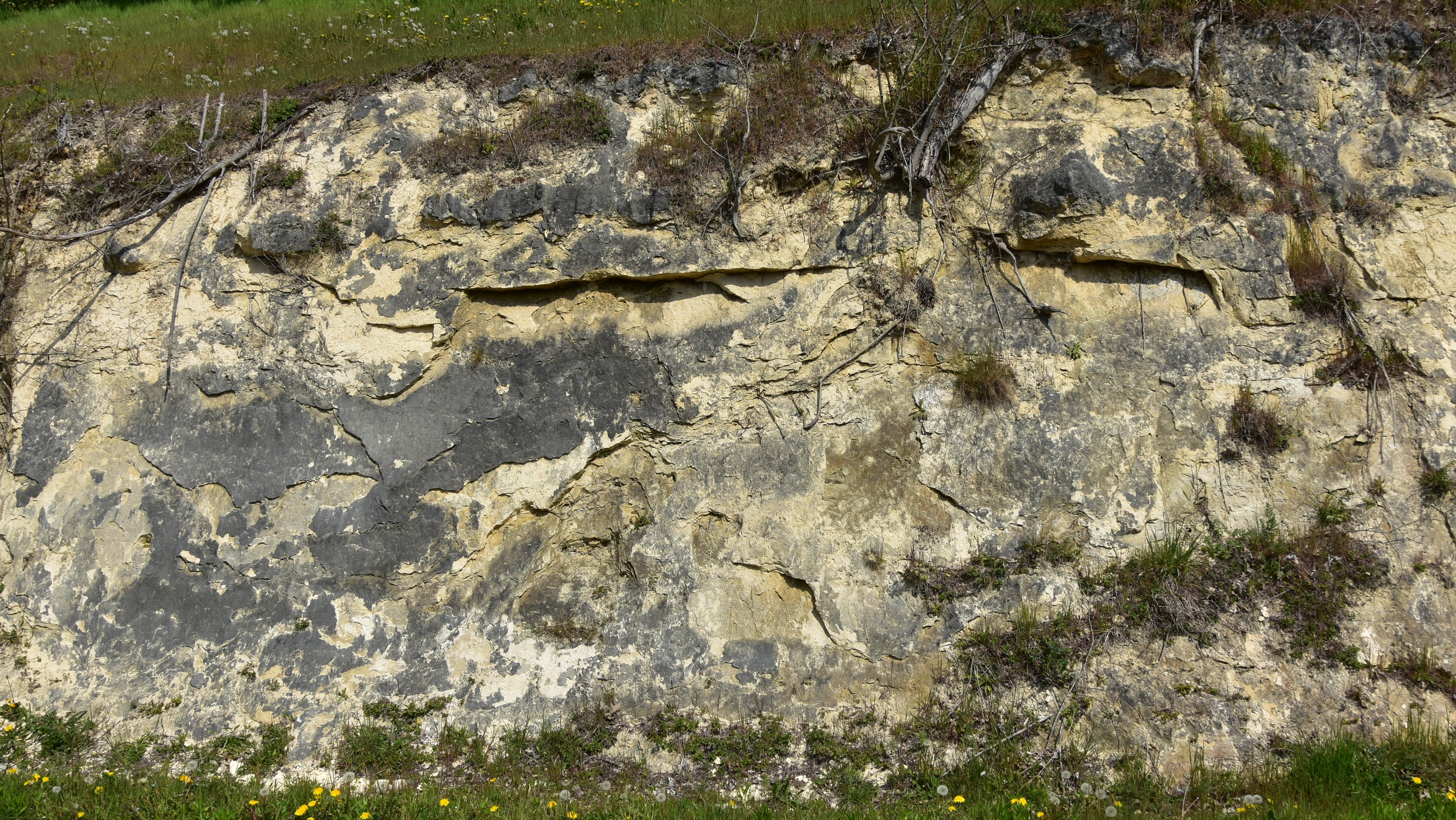
Kalksteen aan de voet van het talud

Het Geologisch talud is een steil talud aan het Albertkanaal in de Belgische plaats Vroenhoven. Het talud ontstond bij de aanleg van het Albertkanaal tussen 1930 en 1939.

## Beschrijving
Het talud heeft een hoogteverschil van 23 m en toont de vier bodemtypes die bloot kwamen te liggen bij de afgraving van het kanaal en waardoor een variatie aan leefgebieden voor soorten ontstond: kalksteen, zand, grind en löss. Natuurovergangen ontstonden door de verschillen tussen droog en nat, hoog en laag, zon en schaduw. De natuurlijke rijkdom van het gebied rond het talud wordt verder versterkt omdat het kanaal het Eifel, de Ardennen en het Kempens Plateau met elkaar verbindt. De Jeker, de Zouw, het Hezerwater en de Maas zijn waterlopen die het gebied doorkruisen.